# Ô Châu cận lục
Ô Châu cận lục (chữ Hán: 烏州近錄, có nghĩa "ghi chép thiết yếu về châu Ô”) do Dương Văn An (楊文安) (1514 – 1591) làm từ năm 1553, sửa chữa và ấn hành vào năm 1555, dưới triều vua Mạc Tuyên Tông. Chữ “cận”trong tên sách có nhiều nghĩa nhưng là “thiết yếu” chứ không phải là “gần đây”. 
Đây là tài liệu "địa phương chí sớm nhất" của Việt Nam, ghi chép về nhiều phương diện như núi sông, thành quách, phong thổ, nhân vật...của dải đất miền Trung từ Quảng Bình trở vào đến Quảng Nam ở thế kỷ 16.

## Thông tin mở đầu
Châu Ô là tên cũ của vùng đất từ đèo Lao Bảo đến lưu vực sông Thạch Hãn ở phía nam tỉnh Quảng Trị. Châu Ô cùng với Châu Lý là vùng đất cũ của vương quốc Chăm Pa.
Năm 1306, vua Chăm Pa là Chế Mân sai sứ dâng chiếu cầu hôn công chúa Huyền Trân đến vua Trần Anh Tông của Đại Việt. Vua Trần bằng lòng gả công chúa Huyền Trân cho Chế Mân và nhận hai châu Ô và Lý mà Chế Mân đã dâng làm vật sính lễ. Nhà Trần đổi châu Ô làm Thuận Châu, và châu Lý làm Hoá Châu.
Đến thời Dương Văn An làm quan nhà Mạc, Châu Ô là phần phía nam của xứ Thuận Hóa. Tuy nhiên, mặc dù bộ sách mang tên Ô Châu nhưng nội dung trong sách bao quát toàn thể xứ Thuận Hóa từ năm 1555 trở về trước, tức gần như toàn bộ các tỉnh, thành phố Quảng Bình, Quảng Trị, Thừa Thiên Huế, Đà Nẵng và một số thành phố, thị xã, huyện phía bắc tỉnh Quảng Nam ngày nay.
Theo lời tựa của ông viết đề ở đầu sách Ô Châu cận lục, thì năm Quý Sửu (1553), nhân khi về quê chịu tang, ông (lúc bấy giờ đang giữ chức Lại khoa Đô cấp sự trung, tước Sùng Nham bá) được đọc hai tập tài liệu của hai người đồng hương biên chép về hai phủ Tân Bình và Triệu Phong. Bởi ham thích, nên sau đó ông đã khảo cứu thêm, bổ sung và sửa chữa để làm ra sách ấy .

## Văn bản và bản dịch
Tác phẩm Ô Châu cận lục ra đời cách nay đã hơn 450 năm. Về mặt văn bản, hiện còn thấy sáu bản chép tay:
-Bản ký hiệu A. 263 của thư viện Viện nghiên cứu Hán Nôm.
-Bản ký hiệu A. 96 của thư viện Viện nghiên cứu Hán Nôm.
-Bản ký hiệu Hv. 192 của thư viện Viện Sử học.
-Bản ký hiệu Hv. 206 của thư viện Viện Sử học.
- Bản ký hiệu Hv. 394/1-2 của thư viện Viện Sử học.
-Bản ký hiệu Hv. 183 của thư viện Viện Sử học .
Trong cả sáu văn bản nêu trên, không có văn bản nào trọn vẹn. Qua đối chiếu, nhóm dịch sách (bản dịch đã được nhà xuất bản Khoa học xã hội ấn hành năm 1997) nhận thấy bản ký hiệu A. 263 là bản còn tương đối đầy đủ hơn cả. Văn bản có 121 tờ, khổ 21 x 31, 5 cm, nguyên là đóng gộp bởi hai tập mang ký hiệu A. 263/ 1 (từ tờ 2 đến tờ 81) và A. 263/ 2 (từ tờ 82 đến tờ 121). Đây là bản sao chép tương đối cẩn thận, chữ viết chân phương; và quan trọng nhất là phần được gọi là Ô Châu cận lục khảo chính biên của Ký lục Nguyễn Hàm Chuẩn, đề ngày 18 tháng 9 năm Canh Tuất (tức ngày 20 tháng 10 năm 1910), dưới triều vua Duy Tân. Ông Chuẩn cho biết văn bản này là kết quả khảo chính từ hai văn bản Ô Châu cận lục khác nhau. Một bản gọi là Đại bản được tàng trữ tại trường Viễn Đông Bác cổ, và một bản gọi là Tiểu bản do linh mục Cadière gửi tặng.
Năm 1961, sách Ô Châu cận lục đã được Bùi Lương phiên dịch, nhà xuất bản Á Châu ấn hành.
Năm 1997, bản dịch của bản A. 263 vừa kể đã được nhà xuất bản Khoa học xã hội ấn hành (năm 2012, bản dịch này lại được đưa vào tập 3 của bộ Tổng tập dư địa chí Việt Nam gồm 4 tập, do nhà xuất bản Thanh Niên ấn hành).
Ngoài ra, sách Ô Châu cận lục cũng đã được nhà sử học Nguyễn Khắc Thuần dịch và hiệu đính, và đã được nhà xuất bản Giáo dục xuất bản năm 2009.

## Các chủ đề trong sách
Theo bản dịch của bản Ô Châu cận lục (ký hiệu A. 263), thì sách gồm 6 quyển, ghi chép về các chủ đề như sau:
- Quyển 1: gồm hai mục lớn là:

-Núi lớn (phụ chép: Động)
-Sông lớn (phụ chép: Ao đầm, Đầu nguồn, Cửa sông).
- Quyển 2: gồm 3 mục lớn là:

-Các thứ thuế: ở hai phủ Triệu Phong và Tân Bình.
-Sản vật: trong đó có 5 tiểu mục: Tổng luận về sản vật, Tổng luận sản vật nguồn, Mây, Sản vật biển, Cá.
-Tổng luận về cây cối, trong đó có 3 tiểu mục: Quả, Loài chim, Thú.
- Quyển 3: gồm 3 mục lớn là:

-Bản đồ: liệt kê tên các xã trong các huyện: Lệ Thủy, Khang Lộc, Minh Linh, Châu Bố Chính, Kim Trà, Tư Vinh, Vũ Xương, Hải Lăng, Đan Điền, Điện Bàn.
-Địa lý: nói sơ lược về địa lý của hai phủ là Tân Bình và Thuận Hóa.
-Tổng luận về phong tục của phủ Triệu Phong (có kể sơ từng huyện trong phủ) và phủ Tân Bình. Phần cuối quyển sách có Lời bình về phủ Triệu Phong.
- Quyển 4: chỉ có một mục lớn là Thành thị, gồm các tiểu mục: Thành Hóa, Thành Ninh Viễn, Thuận Thành, Chợ Thế Lại, Chợ Đại Phúc, Chợ Thuận, Cầu Đan Điền, Cửa Hải Vân, Tháp Dương Lệ, Tháp Trung Đan, Trạm Linh Giang, Trạm Bình Giang, Trạm Nhật Lệ, Bến Dã Độ.
- Quyển 5: gồm 2 mục lớn là:

-Đền chùa-Danh lam, gồm các tiểu mục: Chùa Sùng Hóa, Chùa Kính Thiên, Chùa Đại Phúc, Chùa Thiên Mụ, Chùa Hóa, Chùa Linh Sơn, Chùa Kim Quang (hai ngôi chùa sau cùng này nguyên văn chỉ có nêu tên).
-Đền thờ thần, gồm các tiểu mục: Đền Tứ vị thánh nương, Đền Tùng Giang, Đền Minh Uy, Đền Thai Dương, Đền Linh Đa, Đền Thần Y Na, Đền Thần Thủy Tộc, Đền Thần Thủy Lan.
- Quyển 6: gồm 4 mục lớn là:

-Quan chế: Lược kể về quan chế ở Ô Châu.
-Nhân vật môn, gồm 8 tiểu mục, kể sơ lược về các nhân vật:
-Thổ hào, gồm: Phan Mãnh, Hồ Long, Phạm Thế Căng [có bản chép là Kiềm], Nguyễn Khả Hoan, Thanh Quận công [không rõ họ tên]), Phạm thượng tướng [không rõ tên]), Nguyễn Ca, Hà Công).
-Các bà phi của vua, gồm: Bà phi họ Đặng, Hòa Quân phi [không rõ họ tên]), Lê phi).
-Hậu cung: chỉ có Hậu cung Câu Nhi.
-Thân vương: chỉ có Triệu vương.
-Rể vua, gồm: Hồ Hưng, Phò mã Trần Xá [không rõ họ tên].
-Tướng võ-Tướng văn, gồm: Đặng Tất, Đặng Dung.
-Cựu học : chỉ có Lê Văn).
-Công thần: chỉ có Nguyễn Văn Tường.
-Khoa mụ môn, gồm 2 tiểu mục là:
-Khoa Tiến sĩ: chỉ có Bùi Dục Tài.
-Khoa Hoàng từ: chỉ có Hoàng từ An quán [không rõ họ tên] và Nguyễn Đình Giao..
-Sĩ quan môn, gồm 6 tiểu mục, kể sơ lược về các nhân vật:
-Văn giai: có Trần Nguyên Diễn, Hiến phó họ Hồ [không rõ tên], Tri phủ họ Trần [không rõ tên], Phạm Văn Các, Cao Bách Tuế [có bản chép là Cao Bá Tuế], Tri phủ họ Nguyễn [không rõ tên], Nguyễn Quang, Nguyễn Đình Bảo, Thái Nhân Nghĩa, Tri phủ họ Phạm [không rõ tên], PhạmTri Chỉ, Lê Tiềm, Phan Lại, Hồ [không rõ tên, có bản chép là Hồ Cống], Lê Hoàng Hoa [có bản chép là Lê Trọng Hoa], Tri châu họ Phan [không rõ tên], Lương Văn Quán, Lương Công Thuật, Tri phủ họ Phan [không rõ tên], Trần Đình Hi, Trần Vi [có bản chép là Trần Tường], Tri huyện họ Lê [không rõ tên], Tri phủ họ Nguyễn [không rõ tên], Trần Thực, Nguyễn Đình tán, Hoàng Công Đán, Phạm Cư, Trần Văn Hòa [có bản chép là Trần Văn Tri].
-Hàng quan võ, có: Nguyễn Quận, Tổng binh họ Hồ [không rõ tên], Tổng binh Kim Bồng [không rõ họ tên], Tổng binh Dương Hóa [không rõ họ tên], Nguyễn Đình, Chỉ huy họ Phạm [không rõ tên], Nguyễn Hùng, Phan Cơ, Phạm Tử Linh, Ông phủ họ Lê [không rõ tên], Nguyễn Như Cương, Đào Bí [có bản chép là Đào Mãi], Khống lãnh họ Hoàng [không rõ tên], Hoàng Bá Hiệu, Dương Triệt, Hồ Văn Quảng, Mai Trung, Nguyễn Lễ, Hoàng Đình Hiển.
-Những người trung nghĩa, có: Hoàng Bôi, Hồ Biến, Phạm Khắc Hoan, Phạm Triệt, Đồng Hiển.
-Tiết phụ, có: Người đàn bà Thị Lễ [không rõ họ tên], Đỗ Thị Tổng, Trần Thị Hồng, Bà họ Phạm [không rõ tên].
-Nội quan, có: Tư lễ Bồ Điền [không rõ họ tên], Thượng bảo Kim Sa [không rõ họ tên, có bản chép là Kim Khôi].
-Văn nhân, có: Thượng xá họ Hoàng [không rõ tên], Nguyễn Thức Kính, Vũ Tri Giám, Trần Nghi, Nguyễn Văn Ngạch, Phan Vinh, Giáp Cống, Phạm Phi Diệu, Nguyễn Ngọc Quân, Nguyễn Đoan Thi, Nguyễn Túc, Trần Hoàng Củ, Hoàng Nãi, Tống Văn Hùng [có bản chép là Chu Văn Hùng], Nguyễn Bá Tế, Trường An bá [không rõ họ tên], Trung Trinh bá [không rõ họ tên], Lương Tài bá [không rõ họ tên], Hoàng Công Châu, Dương Liễn, Vũ Nậu, Hồ Công Khanh, Hồ Tôn Sùng, Hoàng Công Sùng.
Ngoài ra, ở đầu sách có bài Tựa và cuối sách có phần Tổng luận, đều do tác giả soạn.

## Giá trị
Sách Ô Châu cận lục đã được Phan Huy Chú nói tới trong bộ Lịch triều hiến chương loại chí (phần "Văn tịch chí"), và Lê Quý Đôn nói tới trong quyển Phủ biên tạp lục (quyển 5, tờ 1). Đây là một nguồn tài liệu hữu ích cho nghiên cứu về các mặt địa lý tự nhiên, xã hội và lịch sử vùng đất Ô Châu ở thế kỷ 16.

## Sách tham khảo
- Trần Văn Giáp, Tìm hiểu kho sách Hán Nôm, Nhà xuất bản Khoa học xã hội, 2003.
- Bản dịch Ô Châu cận lục in trong Tổng tập dư địa chí Việt Nam (tập 3), Nhà xuất bản. Thanh Niên, 2012.
- Bản dịch Ô Châu cận lục do Nguyễn Khắc Thuần dịch và hiệu đính. Nhà xuất bản Giáo dục, 2009.